# پلنترونیکس
پلنترونیکس (انگلیسی: Plantronics) شرکت الکترونیک آمریکایی است، که در سال ۱۹۶۱ تأسیس شد.